# Боја (име)
Боја је женско словенско име, настало из имена Бојан, односно Бојана или Босиљка.

## Популарност
У Словенији је ово име 2007. било на 854. месту по популарности. Током двадесетог века име је било популарно у Хрватској све до осамдесетих година и то нарочито у Загребу, Врлици и Сплиту.